# 10171 Takaotengu
A 10171 Takaotengu (ideiglenes jelöléssel 1995 EE8) a Naprendszer kisbolygóövében található aszteroida. M. Hirasawa és S. Suzuki fedezte fel 1995. március 7-én.